# 이게될까?
《이게될까?》는 2021년 5월 3일부터 업로드된 카카오페이지 톡드립 오리지널 콘텐츠이다.

## 1. 개요
2021년 5월 3일부터 업로드된 카카오페이지 톡드립 오리지널 콘텐츠(월, 화, 수요일 오후 6시)이며, 2021년 6월 2일부터 유튜브(목요일 오후 6시)에 함께 업로드되었다. MC로 골든차일드 이장준과 AB6IX 전웅이 고정 출연중이다.
시즌1은 부제가 따로 없이 진행되었지만, 시즌2는 '여름아 부탁해', 시즌3는 '미션 임파서블'이라는 부제가 생겼다.
2021년 8월 11일부터는 공식 음원 사이트인 멜론의 오디오 콘텐츠인 '멜론 스테이션'에서 프로그램을 진행 중이다.

## 2. 특징
'이게 정말 될까?' 싶은 내용도 시도하여 시청자들에게 웃음도 주며, 일반인들도 해볼만한 당근마켓 거래하기, 야구하기, 전생 체험하기 등 일상적인 것들을 아이돌이 직접해보면서 솔직한 토크를 나누는 예능이다.
MC가 아이돌이기 때문에 처음에는 팬덤만이 볼 수 있는 콘텐츠라 생각하게 할 수 있지만, 두 사람간의 토크가 시청자들에게 웃음을 주며 소소하면서도 친숙한 이미지를 연상하게 하여 많은 사람들이 시청할 수 있게 하는 웹 예능이자 콘텐츠이다.
멜론스테이션을 진행하면서 다양한 연예인들과 토크 형식의 프로그램을 진행하고 있다. 많은 연예인들과 토크를 하며 각자의 팬덤뿐만 아니라 많은 시청자들에게 웃음과 기쁨을 주며 더욱 재미있는 토크를 이어간다.  

## 3. MC
두 MC가 1997년생으로 연습생 생활을 함께 보냈던 절친이다. 두 MC가 절친으로서의 면모를 보여주는 콘텐츠가 《이게될까?》이다.

### 3-1.이장준(골든차일드)
2017년 8월 28일에 데뷔한 골든차일드의 멤버로 팀에서 셋째와 메인래퍼를 담당하고 있다. 2017년 1월부터 울림 엔터테인먼트에서 진행한 신인 데뷔 론칭 프로젝트 'W Project'를 통해 공개된 두번째 멤버이다. 현재 6년차 아이돌로 《이게될까?》라는 웹 예능에서 AB6IX의 전웅와 합을 맞춰 MC로 대활약 중이다.

### 3-2.전웅(AB6IX)
2019년 5월 22일에 데뷔한 AB6IX의 멤버로 팀에서 맏형과 메인보컬, 브리드댄서를 담당하고 있다. 2019년 4월 5일 보이그룹 AB6IX로 연결되었다. 현재 4년차 아이돌로 《이게될까?》라는 웹 예능에서 골든차일드의 이장준과 합을 맞춰 MC로 대활약 중이다.

## 4. 방송 에피소드

### 4-1.이게될까?: 오리지널
| 회차 | 방영일     | 제목                                                                                               | 영상길이 |
| ---- | ---------- | -------------------------------------------------------------------------------------------------- | -------- |
| EP.0 | 2021.06.02 | 안녕하세요 저희는 골든차일드 이장준, AB6IX 전웅이고요 K-아이돌 예능에 한 획을 긋겠습니다. 언젠간   | 1:23     |
| EP.1 | 2021.06.03 | 3대 소속사에 이어 카카오 엔터테인먼트 기강 잡으러 왔다더니 애먼 제작진만 찜쪄먹고 간 이장준과 전웅 | 12:28    |
| EP.2 | 2021.06.10 | 사내에 람보르기니가 있다고?! 복지의 Next Level 카카오엔터테인먼트 오피스투어 🏢                    | 10:01    |
| EP.3 | 2021.06.17 | 골든차일드 알아요? AB6IX 알아요? 저희 팔려갑니다..                                                 | 10:01    |
| EP.4 | 2021.06.24 | 푸쉬팝 아세요? 말랑이 아세요? 요즘 애들 사이에서 보급률 100% 도전한다는 유행 아이템;               | 16:50    |
| EP.5 | 2021.07.01 | 이야 이 강아지들 쩝쩝박사네;; 개스토랑 오픈했습니다💝 (feat. 강아지 ver. 천뚱)                     | 13:23    |
| EP.6 | 2021.07.08 | 혼자 쓸쓸히 죽음을 맞이한 한 아이돌 '이장준'의 전생… 대박 슬픔…                                    | 14:44    |
| EP.7 | 2021.07.15 | 괴산 리치보이 이장준... 나랑 꼬옥 평생 친구 하면 돼...                                             | 13:17    |
| EP.8 | 2021.07.22 | 끝내주는 여름 휴가라더니 그냥 끝내자는 말이었어요…? 장난이라면 당장 그만둬.                        | 14:58    |

| 회차     | 방영일     | 제목 | 영상길이 |
| -------- | ---------- | --- | -------- |
| EP.9     | 2021.07.29 | 아이템 회의 하자더니 갑자기 제모를 하자고요?                                                                          | 11:45    |
| 특별편   | 2021.08.01 | 카풀 가라아게 with 골든차일드 장준                                                                                    | 5:58     |
| EP.10    | 2021.08.05 | 아무도 없는 사무실에서 공포체험 하다가 네 발로 긴 썰 푼다                                                             | 16:37    |
| EP.11    | 2021.08.12 | 왜 술 마실 때마다 데리러 오래서 나 헷갈리게 해? 너 진짜 유죄.                                                         | 13:48    |
| EP.12    | 2021.08.19 | 야너두 집에서 칵테일 만들 수 있어! 방구석 칵테일바 도전🍸                                                             | 13:07    |
| EP.13    | 2021.08.26 | 말 잘하는 사람 특? 그건 바로 빛나는 건치😬 건치댄스로 달변가 등극 쌉가능                                              | 17:53    |
| EP.14    | 2021.09.02 | 소속사 대표님 탑꾸로 예절 지키는 아이돌 어때...? 근데 이제 예의는 아닌... 💖브랜뉴뮤직 & 울림 엔터테인먼트 헌정영상💖 | 14:34    |
| EP.15    | 2021.09.09 | 갑작스런 번지 소식에 번지는 눈물... 그리고 대박 반전;;                                                                | 9:45     |
| EP.16    | 2021.09.16 | 이번 추석엔 아육대 대신 아수대 어떠세요? 제 1회 ★아이돌 수상 선수권 대회★                                             | 15:52    |
| 브이로그 | 2021.09.20 | 아이돌 브이로그 IDOL VLOGㅣ가평에서 생긴 일ㅣ빠지 체험ㅣ라팜팜 챌린지                                                 | 10:26    |

| 회차     | 방영일     | 제목                                                                                                  | 영상길이 |
| -------- | ---------- | --- | -------- |
| EP.17    | 2021.11.16 | 누가 놀이공원에서 알 품고 롤러코스터를 타요                                                           | 7:31     |
| EP.18    | 2021.11.23 | 에버랜드에서 기강 잡았습니다. 근데 이제 기강이 그 기강이 아닌.. 갑분런닝맨;;                          | 9:03     |
| EP.19    | 2021.11.30 | 기네스고 뭐고 엉덩이 너무 눈 앞에 있는 거 아니에요?                                                   | 14:43    |
| EP.20    | 2021.12.07 | 혹시 미쳤나? 예능신이 돕는 이장준의 로또 원정기 (feat. 상팔자 전웅)                                   | 12:59    |
| EP.21    | 2021.12.14 | 아이돌 과거부터 미래까지 소름돋게 다 맞힌 진짜 무당은…? (feat. 무당듀스 101)                          | 19:49    |
| EP.22    | 2021.12.21 | 이거 해피데쓰데이야!? 무한 루프에 갇힌 크리스마스의 악몽 (feat. 배승민)                               | 17:50    |
| EP.23    | 2021.12.28 | 1등 사윗감 도전합니다 종갓집에서 만두 200개 만들기🥟                                                  | 13:48    |
| EP.24    | 2022.01.04 | 최후의 승자는 누구? 죽음의 홀짝 릴레이                                                                | 11:56    |
| 브이로그 | 2022.01.31 | 아이돌 브이로그ㅣ에버랜드(everland) 다녀왔어요 ㅣ동물 머리띠(cute)ㅣ티익스프레스(T-express) 리얼 후기 | 12:24    |
| 비하인드 | 2022.02.02 | 시즌3 비하인드 탈탈 텁니다                                                                            | 16:03    |

### 4-2.이게될까?: #Shorts
| 방영일     | 제목                                                            | 게스트                 | 영상길이 |
| ---------- | --------------------------------------------------------------- | ---------------------- | -------- |
| 2021.05.20 | 전웅이 추는 샤이니-뷰 (SHINee - View)                           | -                      | 0:15     |
| 2021.05.25 | 이장준이 말하는 골든차일드가 혼성그룹이 될 뻔한 이유            | -                      | 0:25     |
| 2021.05.30 | 슬라임으로 불꽃 싸다구 날린 이장준                              | -                      | 0:18     |
| 2021.06.01 | 말랑이 Check                                                    | -                      | 0:45     |
| 2021.07.06 | 이장준 & 전웅 트로트 듀오 결성? feat. 이찬원, 골든차일드, ab6ix | -                      | 1:00     |
| 2021.10.17 | 아이돌의 진짜 우정은 음악방송에서 증명되곤 한다                 | -                      | 0:59     |
| 2021.10.19 | #DDARA 오래서 따라갔더니 이장준한테 5대 맞는 영상               | -                      | 0:22     |
| 2021.11.10 | 여기 ENFP즈 #계세요 ~ Challenge                                 | MJ(아스트로)           | 0:13     |
| 2021.11.24 | 위키미키 - Siesta 🌿                                            | 지수연, 엘리(위키미키) | 0:22     |
| 2021.12.19 | 티아라 지연이 차승원에게 한 말                                  | 티아라                 | 0:58     |
| 2021.12.29 | ✨예쁜 나이 25살✨ prod by. 땡깡 (팀플)                         | 땡깡                   | 0:42     |
| 2022.01.01 | 방금 26살 된 사람들이 추는 예쁜나이 25살                        | -                      | 0:37     |
| 2022.01.04 | 누나한테 케이팝 주입식교육 받은 아이돌                          | -                      | 0:22     |
| 2022.01.11 | 엉덩이로 훌라후프하다 웃통을 훌렁 까네?                         | -                      | 0:23     |
| 2022.01.12 | 세븐틴 정한 선배님을 향한 선우의 눈물젖은 사과방기 뿡뿡방기     | 선우(엔하이픈)         | 0:58     |
| 2022.03.04 | 장성규 킹받는 일레븐                                            | 장성규                 | 0:17     |
| 2022.04.01 | 헤이즈가 워너원 보고 쓴 곡 '모래시계'                           | 헤이즈                 | 0:44     |
| 2022.04.01 | 만취상태로 담다디 녹음한 이장준                                 | -                      | 0:39     |
| 2022.04.07 | 내 맘을 훔치고서 미치게 한 엥뿌삐즈                             | 권은비                 | 0:22     |
| 2022.04.21 | 러블리즈 류수정이 갸루피스 싫어하는 이유                        | 류수정(전 러블리즈)    | 0:16     |
| 2022.05.13 | 어색한 고딩 동창끼리 셀카 찍을 때 🤳🏻 이장준 x 정세운            | 정세운                 | 0:30     |
| 2022.05.14 | 노로 바이러스 걸려서 7kg 뺀 차준호💦                            | 드리핀                 | 0:23     |
| 2022.05.15 | 김요한이 10년 입었다는 승부 팬티🩲                              | 위아이                 | 0:35     |
| 2022.05.16 | 에버랜드에 나타난 축지법의 달인🏃                               | -                      | 0:28     |
| 2022.05.17 | 연습생 때 삼대병 걸렸다던 아이돌                                | -                      | 0:32     |
| 2022.05.19 | 마른 하늘에 말랑이 날벼락 ㄷㄷ⚡️                                | AB6IX                  | 0:49     |
| 2022.05.20 | 결국 찾아낸 우리의 웅쭌 #Savior ✨                              | -                      | 0:18     |
| 2022.05.21 | 이대휘랑 사귀면서 박우진이랑 바람피는 영상                      | AB6IX                  | 0:52     |
| 2022.05.26 | 도마뱀 먹방하는 예린🦎 Yerin's tokek MUKBANG                    | 예린(전 여자친구)      | 0:58     |
| 2022.05.27 | 예린의 스파르타 교육 끝에 탄생한 #ARIA 챌린지                   | 예린(전 여자친구)      | 0:19     |
| 2022.05.28 | 아폴로 앞니로 먹기 vs 통째로 씹기?! 🤔                          | 시크릿넘버             | 0:53     |
| 2022.05.30 | 방금 태어난 듯한 #ENHYPEN #정원 의 찐갓기시절 재연👼🏻🐻‍❄️          | 엔하이픈               | 0:32     |
| 2022.06.09 | 조유리즈 센터가 리더 예나에게 보내는 편지💌                     | 조유리                 | 0:59     |
| 2022.06.10 | 럽쉿럽건 우리도 해봐찌! 💔🔫                                    | 조유리                 | 0:15     |

### 4-3.이게될까?: 멜론 스테이션
| 회차     | 방영일     | 제목 | 게스트                                                                        | 영상길이 |
| -------- | ---------- | --- | ----------------------------------------------------------------------------- | -------- |
| EP.1     | 2021.08.14 | 더우면 그냥 옷을 찢어버리는 제법 쿨한 #골든차일드                                                         | 골든차일드                                                                    | 33:12    |
| EP.2     | 2021.08.21 | 어느날 내 손바닥에서 젤리가 자랐다?! 거대 강아지 #CIX                                                     | CIX                                                                           | 31:46    |
| EP.3     | 2021.08.29 | 쥬얼리도, 장나라도, 이정현도… 20세기 문화를 알 리가 없는 21세기 출생 #크래비티                            | 크래비티                                                                      | 22:44    |
| EP.4     | 2021.09.04 | [충격] 전웅 "이은상 내가 낳아…" vs 이은상 "전 어머니가 낳으셨어요" 호락호락하지 않은 케미                 | 이은상(YOUNITE)                                                               | 26:58    |
| EP.5-1   | 2021.09.11 | 뭐? 명창쿵야 #영케이 두고 주접파티 열렸다고? 그럼 나도 가취가욥~!                                         | 영케이(DAY6)                                                                  | 18:21    |
| EP.5-2   | 2021.09.14 | 대학 가면 영케이 같은 선배 있나요..? ㄴ졸업하셨는데요                                                     | 영케이(DAY6)                                                                  | 17:13    |
| EP.6     | 2021.09.18 | 이러다 나도 섭외될 듯? 인맥으로 돌려막는 #이게될까 섭외 희망 리스트 공개💕                                | -                                                                             | 16:18    |
| 스포일러 | 2021.09.21 | 즐거운 한가위 그리고 즐거운 스포일러🔥                                                                    | -                                                                             | 2:15     |
| EP.7     | 2021.09.25 | 육아난이도 최상 어린이들; 명절에 마주치지 말자...내향형들 이영지 보고 기빨리는 영상                       | 이영지                                                                        | 24:50    |
| EP.8     | 2021.10.02 | #AB6IX 가 직접 해명하는 영통 팬싸 ㄷㄷ 이대휘랑 영통하다 박우진이랑 눈 맞은 썰 푼다                       | AB6IX                                                                         | 24:07    |
| 스페셜   | 2021.10.05 | 제법 부내나는 의상 맛집 #AB6IX의 무대의상 월드컵!                                                         | AB6IX                                                                         | 9:11     |
| EP.9     | 2021.10.09 | 트롯 계의 아이돌 #이찬원 영업비밀 특급공개💝                                                              | 이찬원                                                                        | 17:49    |
| 스페셜   | 2021.10.12 | 1초 듣고 노래 맞히랬더니 발라드 기강잡는 #이찬원 - 나에게로 떠나는 여행,가슴 아파도, 흰 눈, 좋니, 삭제    | 이찬원                                                                        | 7:15     |
| EP.10    | 2021.10.16 | “데뷔 이래 제일 많이 웃은 방송” 역대급 텐션 찍은 #엔하이픈                                                | 엔하이픈                                                                      | 21:51    |
| EP.11    | 2021.10.22 | 15년지기 남사친한테 고백할까요 말까요?! 장준&전웅의 무엇이든 물어보살!                                    | -                                                                             | 17:08    |
| EP.12    | 2021.10.29 | 발라드 명창 노을의 할로윈🎃 제법 기묘하고 감미로워요~♫                                                    | 노을                                                                          | 22:10    |
| EP.13    | 2021.11.05 | ★글로벌 특집★ 시크릿넘버와 함께 하는 4개 국어 난무하는 방송🌍                                             | 시크릿넘버                                                                    | 16:52    |
| EP.14    | 2021.11.12 | ENFP인 아스트로 MJ 서럽게 하는 법 : 재밌는 일에 나 안 껴줄 때 🥺                                          | MJ(아스트로)                                                                  | 16:08    |
| EP.15    | 2021.11.19 | 300만원짜리 맥북에 돈가스 소스 쏟은 빅톤 VICTON 브이앱 대참사;                                            | 빅톤                                                                          | 18:52    |
| EP.16    | 2021.11.26 | 1초 듣고 EXO - 중독 커버하는 아이돌 어떻게 생각해? 위키미키 vs 이장준, 전웅 피의 K-POP 대결               | 위키미키                                                                      | 16:57    |
| EP.17    | 2021.12.03 | 한겨울에 바디체인…안 추워요? 아이돌 무대의상의 비밀                                                       | -                                                                             | 14:40    |
| EP.18    | 2021.12.10 | 롤리폴리 vs 보핍보핍, 2021ver. 티아라 최고 명곡 그 승자는...?                                             | 티아라                                                                        | 23:28    |
| EP.19    | 2021.12.17 | 이마 빡빡치며 웃다가 기절한 손동표 되는 영상                                                              | 손동표(미래소년)                                                              | 14:23    |
| EP.20    | 2021.12.24 | 히어로부터 떼굴떼굴까지! 밴드 루시의 킹왕짱 크리스마스 선물🎁                                             | 루시                                                                          | 14:01    |
| EP.21    | 2021.12.31 | 끼쟁이 계의 Next Level ✨땡깡✨ 집 평수 최초공개와 걸그룹 춤선 특💃                                       | 땡깡                                                                          | 18:15    |
| EP.22    | 2022.01.04 | 엔하이픈 또 레전드 찍었다;; 원하는 거 다 해주는 방송 이게될까 ㅋㅋ                                        | 엔하이픈                                                                      | 26:24    |
| EP.23    | 2022.01.21 | 아 나 울림 신인개발팀이랑 취향 겹치네;; 확신의 울림상 드리핀과 함께하는 울림 토크🗣                        | 드리핀                                                                        | 19:25    |
| EP.24-1  | 2022.01.28 | 이게 찐친이다 웃고 울고 토하고🤮 보는 사람 환장하는 노답 조합(feat. 골든차일드 x AB6IX)                   | 대열, Y(골든차일드) 동현(AB6IX)                                               | 16:37    |
| EP.24-2  | 2022.02.04 | 황정민 술톤 아이돌 ver. 아 여기서 술냄새나요!! 골든차일드 x AB6IX 2편!                                    | 대열, Y(골든차일드) 동현(AB6IX)                                               | 16:06    |
| EP.25    | 2022.02.11 | 가요계 혼란시키는 8년 차 경력직 신입 & 퀸덤 우승후보?! VIVIZ의 등장🦋                                     | 비비지                                                                        | 21:40    |
| EP.26    | 2022.02.18 | 키스하는 소리 너무 제 귀 옆에서 나는 거 아니에요? 제법 부끄덩한 박노식 & 이보희 성우의 #사내맞선 비하인드 | 이보희, 박노식                                                                | 18:54    |
| EP.27    | 2022.02.25 | 본투비 웃수저돌의 폭주🔥 누가 #비투비 좀 말려줘요;;                                                       | 비투비                                                                        | 22:20    |
| EP.28    | 2022.03.04 | 주식 날리고 돈워크맨 된 장성규 그리고 놀라 자빠진 김기리                                                  | 장성규, 김기리                                                                | 18:36    |
| EP.29    | 2022.03.11 | 아이돌 자아분열 레전드;; 웃거나 울거나 하나만 해주세요 로켓펀치🚀                                         | 로켓펀치                                                                      | 23:31    |
| EP.30    | 2022.03.18 | 생 얘기에 급발진한 김요한과 찐친 바이브로 극딜하는 위아이 🤪                                              | 위아이                                                                        | 20:00    |
| EP.31    | 2022.03.23 | 충!성! 덤덤히 군대 다녀 오려다 그저 dumb dumb 해진 대열과 골든차일드😇                                    | 골든차일드                                                                    | 23:35    |
| 스페셜   | 2022.03.26 | 내 멤버 과거는 내가 턴다. 골든차일드, 아니? 흑역사차일드 과거사진 토너먼트                                | 골든차일드                                                                    | 6:40     |
| EP.32    | 2022.03.30 | 대체 헤이즈는 어떤 사랑을 했길래 이렇게 명곡 제조기?!                                                     | 헤이즈                                                                        | 21:08    |
| EP.33    | 2022.04.06 | 권은비 대장토끼라더니 그저 산독기?!🐰 찐광기로 무장하고도 사랑스러우셔요❤️                                | 권은비                                                                        | 19:36    |
| EP.34    | 2022.04.13 | 내 안의 흑염룡이 날뛴다…☆ 컨셉 맛집 굿즈 맛집 드림캐쳐                                                    | 드림캐쳐                                                                      | 20:37    |
| EP.35    | 2022.04.20 | 대체 하이틴이 뭔데… 인싸들 유행이라는 갸루피스 하다 크게 욕먹은 사연                                      | 류수정(전 러블리즈)                                                           | 19:11    |
| EP.36    | 2022.04.27 | 드디어 성사된 브랜뉴 한솥밥 만남… 근데 이제 숨이 턱턱 막히는…(feat. AB6IX & YOUNITE)                      | YOUNITE                                                                       | 21:58    |
| EP.37    | 2022.05.04 | 야 이게 친구면 난 친구 없어; 그 놈의 남사친~ 여사친~ 소유와 화끈한 사랑논쟁🔥                             | 소유                                                                          | 22:33    |
| 스페셜   | 2022.05.08 | 이게될까? 1주년 💖 feat. 초호화 축하 게스트                                                               | 위아이, 권은비, 엔하이픈, 정세운, 류수정(전 러블리즈), YOUNITE, 드리핀, AB6IX | 8:52     |
| EP.38    | 2022.05.11 | 여기 혹시 비긴 어게인? 스튜디오를 뒤집어 놓은 명창 ENFP 정세운🎢                                          | 정세운                                                                        | 19:58    |
| EP.39    | 2022.05.18 | 헐~ AB6IX 불화설? (구라) 와이파이 촛불 사건의 전말                                                        | AB6IX                                                                         | 19:43    |
| 후공개   | 2022.05.21 | 퀸덤 보다 심한 AB6IX 그룹 내 기싸움?! 알고 보면 걍 이대휘 vs 전웅 초딩싸움;;                              | AB6IX                                                                         | 11:34    |
| EP.40    | 2022.05.25 | 소주로 가글하는 사람이 있다…? 온갖 허언이 난무하는 예린과의 토~크 토~크 🐤                                | 예린(전 여자친구)                                                             | 19:43    |
| EP.41    | 2022.06.01 | 회사에서 귀신 본 썰 푼다 놀랍게도 실제 상황임,,,🙀                                                        | 스페셜 DJ : 이은상 봉재현(골든차일드)주학년(더보이즈)                         | 20:57    |
| EP.42    | 2022.06.08 | 800원만 주면 키스해주는 놈?! 인소인간 ✨조유리✨의 작명 폭주                                              | 스페셜 DJ : 김지범 조유리                                                     | 19:14    |

#### 게스트
| EP         | 이름              | 소개 |
| ---------- | ----------------- | --- |
| 1 24 31 41 | 골든차일드        | 울림엔터테인먼트 소속 10인조 보이그룹으로 2017년 8월 28일에 데뷔하였다. 2017년 1월에 울림엔터테인먼트에서 런칭한 데뷔 프로젝트 'W Projet'를 통해 멤버들이 공개되었고, 5월에 시작한 데뷔 리얼리티 '2017 울림pick'으로 대중들과 첫 인사를 하였다. 그룹명 골든차일드(Golden Child)는 '100년에 한 사람밖에 없는 완벽한 아이'라는 뜻을 가지고 있으며, 한국의 가요계를 100년간 이끌어가며 음악의 트렌드를 선도하는 의미를 지녔다. 고정 DJ인 '이장준'이 속해있는 그룹이다.                                                   |
| 2          | CIX               | C9엔터테인먼트 소속 5인조 보이그룹으로 2019년 7월 23일에 데뷔하였다. 그룹명 CIX는 'Complete In X'의 약자이며, '다섯명의 멤버가 미지수의 완성을 이루어낸다'는 의미를 지니고 있다. 그룹에 한때 'Produce 101 season2'에서 인기를 얻어 데뷔했던 '전 워너원' 멤버 배진영이 소속되어 있다. |
| 3          | 크래비티          | 스타쉽엔터테인먼트 소속 9인조 보이그룹으로 2020년 4월 14일에 데뷔하였다. 그룹명 크래비티(CRAVITY)는 'Creativity'와 'Gravity'를 결합시킨 단어로 '독창적인 매력으로 여러분들을 우리의 우주(평행세계)로 끌어들이겠다'는 의미를 지녔다. 그룹에 한때 'Produce X 101'에서 인기를 얻어 데뷔했던 '전 엑스원' 멤버 강민희와 송현준, 중간에 아쉽게 탈락한 구정모와 함원진이 소속되어 있다. |
| 4 41       | YOUNITE           | 브랜뉴뮤직 소속 9인조 보이그룹으로 2022년 4월 20일에 데뷔하였다. 그룹명 YOUNITE는 '당신'을 뜻하는 'YOU'와 '연합'을 뜻하는 'UNITE'를 결합하여 '언제나 팬들과 하나가 되겠다'는 약속을 그룹명에 담아냈다. 그룹에 한때 'Produce X 101'에서 인기를 얻어 데뷔했던 '전 엑스원' 멤버 이은상이 소속되어 있다. |
| 5          | 영케이(DAY6)      | JYP엔터테인먼트 소속 4인조 밴드그룹으로 2015년 9월 7일에 데뷔하였다. 영케이(Young K)는 그룹 내에서 보컬과 랩, 베이스를 담당하고 있으며, DAY6의 음악들을 거의 작사한 것으로 알려져 있다. |
| 7          | 이영지            | 래퍼 '이영지'는 2019년 Mnet의 '고등래퍼3'에 출연하여 우승을 하였다. 방송에서 싸이퍼 랩을 선보이며 큰 인기를 얻었으며, 현재는 유튜버로도 활동하며 많은 예능과 방송에서 시청자들에게 큰 웃음을 주는 젊은 연예인 중 한명으로 꼽힌다. |
| 8 24 39    | AB6IX             | 브랜뉴뮤직 소속 4인조 보이그룹으로 2019년 5월 22일에 데뷔하였다. 그룹명 AB6IX는 ABSOLUTE SIX와 ABOVE BRANDNEW SIX의 약자이며, 4명의 멤버가 팬덤과 합쳐져 하나가 될 때 완전해지고, 브랜뉴뮤직의 새로운 지평을 열어갈 4명의 멤버와 팬덤의 포월적 결합이라는 의미를 지니고 있다. 그룹에 한때 'Produce 101 season2'에서 인기를 얻어 데뷔했던 '전 워너원' 멤버 이대휘와 박우진, 중간에 아쉽게 탈락한 김동현이 소속되어 있다. 고정 DJ인 '전웅'이 속해있는 그룹이다.                                                         |
| 9          | 이찬원            | 2020년 1월 2일에 시작한 '미스터트롯'에 출연하여 제 1대 '미(美)'로 선정되었다. 연예인에 대해 잘알고 있어, '찬또위키'라는 별명을 가지고 있다. 현재 가수, 예능, MC등 많은 방송에서 이름을 알리며 대활약 중이다. |
| 10 22      | 엔하이픈          | 빌리프랩 소속 7인조 보이그룹으로 2020년 9월 18일에 결성되어 2020년 11월 30일에 데뷔하였다. Mnet에서 진행한 아이돌 서바이벌 프로그램 'I-LAND'를 통해 결성되었다. 그룹명 엔하이픈(ENAYPEN)은 '단어와 단어를 연결하듯 아티스트로서 사람과 사람, 세대와 세대를 연결하고 분열된 세상을 연결하라'는 의미를 지녔다. 약칭은 'EN-'이다. |
| 12         | 노을              | 씨제스엔터테인먼트 소속 4인조 보이그룹으로 2002년 12월 24일에 데뷔하였다. 그룹명 노을은 '하늘의 노을이 주황빛, 노란빛, 빨간빛이 어우러져 나는 색인 만큼, 서로 다른 보컬의 색이 어우러져 하나의 하모니를 만든다'는 의미를 지녔다. |
| 13         | 시크릿넘버        | 바인엔터테인먼트 소속 6인조 걸그룹으로 2020년 5월 19일에 데뷔하였다. 그룹명 시크릿넘버(SECRET NUMBER)는 '사람들이 의미있는 숫자로 구성하는 비밀번호처럼, 대중들에게 특별한 존재가 되고 싶다'는 의미를 지녔다. |
| 14         | MJ (아스트로)     | 판타지오엔터테인먼트 소속 6인조 보이그룹으로 2016년 2월 23일에 데뷔하였다. 2014년 '롯데월드 라이징스타 콘서트'를 통해 최종 선발되어 데뷔하게 되었다. 본명 '김명준'으로 팀내에서 메인보컬을 담당하고 있으며 맏형이다. |
| 15         | 빅톤              | IST엔터테인먼트 소속 6인조 보이그룹으로 2016년 11월 9일에 데뷔하였다. 그룹명 빅톤(VICTON)은 'Voice To New World'의 약자이며, '새로운 세상을 향한 목소리'라는 뜻으로 '빅톤만의 음악과 목소리로 새로운 세사을 열겠다'라는 팀의 포부를 담고 있다. |
| 16         | 위키미키          | 판타지오엔터테인먼트 소속 8인조 걸그룹으로 2017년 8월 8일 데뷔하였다. 그룹명 위키미키(WekiMeki)는 서로를 알아보는 열쇠를 가진 8멸의 개성 넘치는 소녀(Weki)와 그렇게 만나 또 다른 새로운 세상을 여는 열쇠를 가지게 된 소녀들(Meki)라는 뜻이며, '나와 우리가 되어, 8명의 멤버들이 모여 한 그룹을 만들어낸다'는 의미를 지녔다. 그룹에 한때 'Produce 101 season1'에서 인기를 얻어 데뷔했던 '전 아이오아이' 멤버 최유정과 김도연, 중간에 아쉽게 탈락한 엘리(정해림)와 세이(이서정)이 소속되어 있다.                        |
| 18         | 티아라            | MBK엔터테인먼트 소속 4인조 걸그룹으로 2009년 7월 29일에 걸그룹 최초로 MBC 예능 '라디오스타'를 통해 정식 데뷔하였다. 그룹명 티아라(T-ARA)는 왕관의 한 종류로 '가요계의 여왕이 되어 왕관을 쓰겠다'는 의미를 지녔다. |
| 19         | 손동표 (미래소년) | DSP미디어 소속 7인조 보이그룹으로 2021년 3월 17일에 데뷔하였다. 그룹명 미래소년(MIRAE)은 'K-POP의 새로운 미래를 제시하고, 함께 열어가는 팀이 되고 싶다'는 당찬 포부가 담겨있으며 '대중과 함께 호흡하여 미래를 향해 나아가겠다'는 소망이 담겨있다. |
| 20         | 루시              | 엔터테인먼트 '미스틱스토리' 소속인 보이밴드 루시(LUCY)는 2019년 밴드 오디션 프로그램 'JTBC 슈퍼밴드'에서 결성되었다. 팀명 루시(LUCY)는 슈퍼밴드에 출연하고 있을 당시에 키우던 강아지 이름이며 라틴어로 '빛'을 의미한다. 1992년 6월 13일생인 리더이자 바이올린을 담당하고 있는 신예찬, 1994년 2월 27일생 보컬과 기타를 담당하고 있는 최상엽, 1996년 8월 15일생 베이스와 프로듀싱을 담당하는 조원상, 1997년 5월 25일생 드럼과 보컬을 담당하는 신광일. 총 4명으로 이루어진 4인 보이밴드이며 2020년 5월 8일에 데뷔하였다. |
| 21         | 땡깡              | k-pop 아이돌 댄스 커버를 하는 틱톡커이자 구독자 60.7만명을 가지고 있는 인기 유튜버이다. 실제 아이돌들과 함께 콜라보 영상을 업로드하기도 한다. |
| 23         | 드리핀            | 울림엔터테인먼트 소속 7인조 보이그룹으로 2020년 10월 28일에 데뷔하였다. 그룹명 드리핀(DRIPPIN)은 '멋있다, 쿨하다'라는 뜻을 가진 신조어로 음악부터 패션, 트렌드를 선도하는 그룹이라는 뜻을 지녔으며 화려한 비주얼, 완벽한 퍼포먼스, 가창력 등 다양한 매력으로 K-POP에 새로운 역사를 쓰겠다는 포부가 담겨있다. |
| 25         | 비비지            | 빅플래닛메이드엔터테인먼트 소속 3인조 걸그룹으로 2022년 2월 9일에 데뷔하였다. 기존 걸그룹 '여자친구' 6인의 멤버들 중 3명인 은하, 신비, 엄지가 재데뷔한 걸그룹이다. 그룹명 비비지(VIVIZ)는 '선명한, 강렬한' 이라는 뜻을 가진 영어 'VIVID'와 날들을 의미하는 'DAYS'의 S를 Z로 바꾸어 사용하였다. |
| 26         | 이보희            | 2010년 대원방송 성우국회 2기 공채로 입사하여 현재는 프리랜서이자 성우로 활동 중이다. |
| 26         | 박노식            | KBS 성우극회 37기 성우로 2012~2013년 전속성우로 활동하다가 2014년부터 현재까지 프리랜서 겸 성우활동을 함께 활동 중이다. |
| 27         | 비투비            | 큐브엔터테인먼트 소속 다국적 6인조 보이그룹으로 2012년 3월 21일에 데뷔하였다. 그룹명 비투비(BTOB)는 'Boys TO Voice'라는 뜻을 가졌으며, 'Born TO Beat(비트를 위해 탄생했다)'라는 철자를 조합하여 '무대 위에서 새로운 음악을 보여드리기 위해 탄생했다'는 의미를 지녔다. |
| 28         | 장성규            | 전 JTBC 아나운서 출신 프리랜서 방송인으로 JTBC에서 활동할 때는 '아는형님'에 자주 출연하였고, 현재는 프리선언 이후 여러 방송사에 출연하고 유튜브 콘텐츠인 '워크맨'에 고정 출연하여 대활약을 보여주고 있다. |
| 28         | 김기리            | 2010년에KBS 공채 개그맨 25기 합격하였고 현재는 개그맨이자 배우로 활동 중이다. |
| 29         | 로켓펀치          | 울림엔터테인먼트 소속 다국적 6인조 걸그룹으로 209년 8월 7일에 데뷔하였다. 그룹명 로켓펀치는 ' 지루한 세상에 날리는 신선한 한 방의 펀치'라는 뜻을 지녔고, '새로운 음악과 무대로 대중들의 일상에 밝은 에너지를 선사할 수 있도록 노력하겠다'라는 바람이 그룹명에 포함되어 있다. |
| 30         | 위아이            | 위엔터테인먼트 소속 6인조 보이그룹으로 2020년 10월 5일에 데뷔하였다. 그룹명 위아이(WEI)는 'WE'와 'I'를 띄어서 표현했으며, '우리는 하나. 하나 된 우리들만의 음악을 할 것'이라는 의미를 지녔다. 그룹에 한때 'Produce 101 season2'에서 인기를 얻었던 장대현과 김동한, 'Produce X 101'에서 인기를 얻어 데뷔했던 '전 엑스원' 멤버 김요한, 중간에 아쉽게 탈락한 강석화, '원더나인'에서 얼굴을 알렸던 유용하와 김준서가 소속되어 있다.                                                                                       |
| 32         | 헤이즈            | 피네이션엔터테인먼트 소속된 싱어송라이터로 2014년 1월 17일에 데뷔하였다. 본명은 '장다혜'이며 활동명 헤이즈(Heize)는 독일어로 '뜨겁게 달아오르다'라는 의미를 지녔다. |
| 33         | 권은비            | 울림엔터테인먼트 소속 솔로가수로 2021년 8월 24일에 솔로로 데뷔하였다. 가수 권은비는 2014년 7월 18일에 걸그룹 '예아'로 활동하다가 2015년에 탈퇴하였고, 2018년 'Produce 48'에 출연하여 전 걸그룹 '아이즈원'으로 활동을 하다가 활동을 마무리한 후 현재는 솔로로 활동 중이다. |
| 34         | 드림캐쳐          | 드림캐쳐 컴퍼니 소속 7인조 걸그룹으로 2017년 1월 13일에 데뷔하였다. 그룹명 드림캐쳐는 '악몽을 잡아주는 꿈의 요정들'이라는 의미를 지녔다. 2014년에 '밍스'로 데뷔했던 멤버들과 새로운 멤버 2명을 합류하여 재데뷔를 한 걸그룹이다. |
| 35         | 류수정            | 2014년 11월 12일에 데뷔했던 전 걸그룹 '러블리즈'의 한 멤버였으며 리드보컬로 활동하였다. 현재 2020년 5월 19일 솔로로 데뷔하여 활동 중이다. |
| 37         | 소유              | 2010년 6월 4일에 데뷔했던 전 걸그룹 '씨스타'의 리드보커로 활동하였다. 현재는 빅플래닛메이드엔터테인먼트 소속 솔로가수로 2014년 2월 7일 가수 '정기고'와 '썸'이라는 곡으로 활동했으며 현재에도 꾸준히 활동 중이다. |
| 38         | 정세운            | 스타쉽엔터테인먼트 소속 솔로가수로 2017년 8월 31일에 데뷔하였다. 가수 정세운은 과거 서바이벌 오디션 프로그램 'K팝 스타 season3'와 'Produce 101 season2'출연하여 얼굴을 알렸다. |
| 41         | 주학년 (더보이즈) | IST엔터테인먼트 소속 11인조 다국적 보이그룹으로 2017년 12월 6일에 데뷔하였다. 그룹명 더보이즈(THE BOYZ)는 '대중의 마음을 자리잡을 단 하나의 소년들'이라는 의미를 지녔으며 멤버 주학년은 팀 내에서 리드댄서와 서브보컬을 담당하고 있으며, 과거 'Produce 101 season2'에 출연하여 얼굴을 알렸다. |
| 42         | 조유리            | 2018년에 'Produce 48'에 출연하여 2018년 10월 29일에 데뷔했던 전 걸그룹 '아이즈원'으로 활동하였으며, 현재는 웨이크원엔터테인먼트 소속 솔로가수로 2021년 10월 7일에 데뷔하였다. |

### 4-4.이게될까?: 커버될까?
| 방영일     | 제목                                                                                          | 게스트                 | 영상길이 |
| ---------- | --------------------------------------------------------------------------------------------- | ---------------------- | -------- |
| 2021.05.20 | 전웅이 추는 샤이니-뷰 (SHINee - View)                                                         | -                      | 0:15     |
| 2021.05.20 | 꿈빛 파티시엘                                                                                 | -                      | 0:28     |
| 2021.07.25 | 으르렁 - EXO                                                                                  | -                      | 0:25     |
| 2021.08.17 | Ra Pam Pam (골든차일드)                                                                       | -                      | 0:28     |
| 2021.10.01 | You are my #CHERRY 얌 🍒                                                                      | -                      | 0:19     |
| 2021.10.18 | 타요챌린지                                                                                    | 엔하이픈               | 0:17     |
| 2021.10.19 | #DDARA 오래서 따라갔더니 이장준한테 5대 맞는 영상                                             | -                      | 0:22     |
| 2021.11.10 | 여기 ENFP즈 #계세요 ~ Challenge                                                               | MJ(아스트로)           | 0:13     |
| 2021.11.24 | 위키미키 - Siesta 🌿                                                                          | 지수연, 엘리(위키미키) | 0:22     |
| 2021.12.09 | TIKI TAKA 챌린지 👑                                                                           | 티아라                 | 0:26     |
| 2021.12.29 | ✨예쁜 나이 25살✨ prod by. 땡깡 (팀플)                                                       | 땡깡                   | 0:41     |
| 2022.01.01 | 방금 26살 된 사람들이 추는 예쁜나이 25살                                                      | -                      | 0:37     |
| 2022.01.30 | AB6IX x Goldenchild - Breathe 잼? 매시업? 아카펠라? 무튼 그런 거 (JAM or Mashup or Acappella) | -                      | 0:42     |
| 2022.03.11 | 어쩔치키타~ #CHIQUITA_Challenge                                                               | 로켓펀치               | 0:16     |
| 2022.03.18 | Maybe it's not too bad 💘                                                                     | 위아이                 | 0:17     |
| 2022.04.15 | 지켜내! 나의 #MAISON #MAISON_Challenge                                                        | 드림캐쳐               | 0:12     |
| 2022.05.20 | 결국 찾아낸 우리의 웅쭌 #Savior ✨                                                            | -                      | 0:18     |
| 2022.05.27 | 예린의 스파르타 교육 끝에 탄생한 #ARIA 챌린지                                                 | 예린(전 여자친구)      | 0:19     |

### 4-5.이게될까?: 어쩌고 저쩌고 1열 직캠
| 방영일     | 제목 | 게스트           | 영상길이 |
| ---------- | --- | ---------------- | -------- |
| 2021.08.30 | 이장준 (Jangjun) - 담다디 / 남자가 사랑할 때 / Touch my body / 아름다운 밤이야 / 소원을 말해봐                              | -                | 1:50     |
| 2021.08.30 | 전웅 (Jeonwoong) - 소원을 말해봐 / Touch my body / View / 아름다운 밤이야                                                   | -                | 1:50     |
| 2021.09.11 | YoungK - 뚫고 지나가요 / 한 페이지가 될 수 있게 / 행복했던 날들이었다 / I Loved You / 끝까지 안아줄게 / Microphone / 예뻤어 | 영케이(DAY6)     | 1:31     |
| 2021.12.17 | 전웅 JeonWoong - 안녕 / Next Level / ASAP / 영웅 / Hey Mama                                                                 | -                | 1:52     |
| 2021.12.17 | 이장준 JangJun - 안녕 / Next Level / ASAP / 영웅 / Hey Mama                                                                 | -                | 1:54     |
| 2021.12.17 | 손동표 Dongpyo - 안녕 / Next Level / ASAP / 영웅 / Hey Mama                                                                 | 손동표(미래소년) | 1:55     |
| 2022.01.21 | 장준 & 드리핀 Jangjun & DRIPPIN (Bad / Ah-choo / Juicy / Pump it up)                                                        | 드리핀           | 1:40     |
| 2022.03.22 | 골든차일드 청량곡 메들리 🍃 (담다디/너라고/Genie/Pump it up/Breathe)                                                        | 골든차일드       | 3:52     |
| 2022.04.12 | 덕후 심장 울리는 드림캐쳐 메들리 🔮 (YOU AND I / SCREAM / Deja Vu / BEcause)                                                | 드림캐쳐         | 2:13     |

### 4-6.이게될까?: 비하인드
| 방영일     | 제목                                                                | 게스트     | 길이 |
| ---------- | ------------------------------------------------------------------- | ---------- | ---- |
| 2022.02.05 | 찐외향인 vs 반(half)외향인                                          | -          | 5:04 |
| 2022.02.16 | 야 우냐? 9년 친구 앞에서 오열한 썰                                  | -          | 7:16 |
| 2022.02.23 | F 유형에겐 극대노, T 유형에겐 극락인 질문                           | -          | 5:53 |
| 2022.03.03 | 오늘 생일?! 이장준나축하해~🎂 feat. 웹예능 계의 최수종 이게될까...★ | -          | 8:47 |
| 2022.03.10 | 콘서트 장에서 생긴 일 feat. 머리채                                  | -          | 6:58 |
| 2022.04.01 | 골든차일드에서 1빠로 군대 간다 - 대열                               | 골든차일드 | 2:50 |
| 2022.04.09 | 굴러온 권은비, 박힌 돌 빼다                                         | 권은비     | 4:20 |